# Gmina Kuršumlija
Gmina Kuršumlija (serb. Opština Kuršumlija / Општина Куршумлија) – gmina w Serbii, w okręgu toplickim. W 2018 roku liczyła 17 545 mieszkańców.